# Kostenbereich
Kostenbereiche (englisch cost area) werden in der Kosten- und Leistungsrechnung eines Unternehmens gebildet, um die Kosten zu gliedern wie beispielsweise in einem Betriebsabrechnungsbogen (Abkürzung: BAB).  

## Allgemeines
Übergeordnete Kostenbereiche fassen Kostenträger und/oder Kostenstellen zu übergeordneten Bezugsobjekten zusammen. Als übergeordnete Kostenbereiche werden beispielsweise Abteilungen, Geschäftsbereiche, Unternehmensstandorte oder das ganze Unternehmen angesehen.

## Gliederung von Kostenbereichen
Sie werden hauptsächlich in folgende Bereiche gegliedert:
- Stoffbereich (Roh-, Betriebsstoffe, Hilfsstoffe);
- Fertigungsbereich (insbesondere Produktion);
- Forschungs-, Entwicklungs- und Konstruktionsbereich (Forschung und Entwicklung, Montage usw.);
- Verwaltungsbereich (Materialprüfung, Personalwesen, Verwaltung);
- Vertriebsbereich (Marketing, Kundenbetreuung, Vertrieb);
- Allgemeiner Bereich (etwa Stabsstellen).

Die hier anfallenden Gesamtkosten entstehen zunächst auf den Haupt-, Neben- und Hilfskostenstellen und werden danach von der Hilfskostenstelle auf die Haupt- und Nebenkostenstellen über die innerbetriebliche Leistungsverrechnung verteilt.